# ماپت‌ها (فیلم)
ماپت‌ها (به انگلیسی: The Muppets) یک فیلم کمدی موزیکال محصول سال ۲۰۱۱ آمریکا، به کارگردانی جیمز بابین نویسندگی جیسون سگل و نیکلاس استولر است و هفتمین فیلم نمایشی با حضور ماپت هااست.

## بازیگران
- جیسون سیگل در نقش گری، برادر انسان والتر و طرفدار ماپت ها[۷]
- امی آدامز در نقش مری، یک معلم مدرسه ابتدایی و دوست دختر قدیمی گری و یک مکانیک بسیار قادر
- کریس کوپر در نقش تکس ریچمن
- رشیدا جونز[۸] در نقش ورونیکا، یک مدیر اجرایی شبکه در شبکه سی دی ای[۹]
- جک بلک در نقش خودش
- آلن آرکین[۱۰] در نقش راهنمای تور در استدیوی ماپت ها[۱۱]
- بیل کوبس در نقش پدربزرگ
- زک گالیفیاناکیس در نقش جوی دوره‌گرد، یک مرد بی‌خانمان
- کن جیونگ در نقش میزبان مشت به معلم
- جیمز پارسونز در نقش والتر انسان
- کریستین شال در نقش ناظر خشمگین گروه مدیریت[۱۲]
- سارا سیلورمن[۱۳] در نقش خوشامدگوی رستوران میلز درایو-این
- ادی سوتلو در نقش مدیر اجرایی یونیویژن
- دونالد گلاور در نقش یک تازه‌وارد اجرایی در سی دی ای

## عروسک گردان‌ها
- استیو وایتمیر[۱۴]
- اریک جکوبسن
- داو گوئلز
- بیل بارتا[۱۴][۱۵]
- دیوید رودمن
- مت فوگل
- پیتر لینز
- ریچارد هانت
- جیم هنسن
- فرانک اوز
- جری نلسن

## حضور تک‌جلوه
- امیلی بلانت در نقش خانم پیگی فرانسوی مسئول پذیرش، منشی ووگ در پاریس.
- جیمز کارویل در نقش خودش[۱۶]
- فیست در نقش رزیدنت اسمال تاون[۱۷]
- ووپی گلدبرگ در نقش خودش
- سلنا گومز در نقش خودش
- دیو گرول در نقش آنیمول[۱۸]
- نیل پاتریک هریس در نقش خودش
- جاد هیرش در نقش خودش[۱۹]
- جان کرازینسکی در نقش خودش[۲۰]
- ریکو رودریگز در نقش خودش[۲۱]
- میکی رونی در نقش رزیدنت خانه سالمندان اسمال تاون[۲۲]

و با حضور راب کوردری، بیلی کریستال، ریکی جرویز، کیتی گریفین، سارا هایلند، استرلینگ نایت، واندا سایکس و دنی ترخو

## موسیقی
برت مک کنزی به عنوان سرپرست گروه موسیقی در این فیلم فعالیت داشت و چهار آهنگ از پنج ترانه اصلی فیلم را نوشت، در حالی که کریستف بک موسیقی اصلی فیلم را ساخت.

## خلاصه داستان
والتر، طرفدار فداکار ماپت، برادر او گری و مری دوست دختر گری، به کرمیت قورباغه کمک می‌کنند تا ماپتهای متلاشی شده را دوباره به هم پیوند دهد. آنها باید ۱۰ میلیون دلار برای نجات تئاتر ماپت از تگز ریچمن تاجر که قصد تخریب استودیو را دارد، بگیرند.

## دنباله
دنباله این فیلم تحت عنوان ماپت‌ها ۲ در سال ۲۰۱۴ منتشر شد. موضوع از این قرار است که کنستانتین خطرناک‌ترین قورباغه جهان خود را جای کرمیت جا می‌زند و با خانم پیگی ازدواج می‌کند تا از زندان رفتن در امان بماند. اما پلیس‌ها به اشتباه فکر می‌کنند کرمیت، کنستانتین است و به این ترتیب…